# 羅蕙錫
羅 蕙錫（ら けいしゃく、ナ・ヘソク、朝鮮語：나혜석、1896年4月28日 - 1948年12月10日）は、日本統治時代の朝鮮および韓国の洋画家、作家、詩人、ジャーナリスト。本貫は羅州羅氏。現在の京畿道水原市八達区出身。女子美術大学の留学生。韓国最初の女性画家で近代朝鮮文学における最初の女性作家とも評される。女性解放論者であり、女性解放のための運動や朝鮮独立運動にも参加していた。初名は児只、字は明順、号は晶月。

## 来歴
1896年4月、父・羅基貞と母・崔是議の間に五人兄姉の二女として京畿道水原に生まれた。父の家系は代々官僚をつとめ、資産家で子弟教育に関心が高かった。幼名は兒只（アジ＝子供を意味する）、幼児期は明順（ミョンスン）と呼ばれ、日本留学時から蕙錫、号は晶月（チョンウォル）と名乗った。1906年8月、10歳のとき妹と近所のサミル女学校で学んだ。成績優秀で、特に絵が上手かった。進明女子高等学校に進み、1913年3月に主席で卒業した。
二番目の兄・景錫のすすめで、同年4月に東京女子美術学校に入学し、磯野吉雄や岡田三郎助、足助恒らの指導を受けて西洋画・油絵を学んだ。
1914年、夏休みに帰国した折、父の命令で結婚を迫られたが、拒絶した。従わなければ学費を出さないと言われたため、一年間、休学して母校の進明女高で教師となり、学費を得て日本に戻った。
当時の朝鮮人学生たちは男女を問わず自由に交流しており、兄・羅景錫の友人の崔承九（チェスング）、廉想渉（ヨムサンソプ）、李光洙（リグァンス）たちや「在東京朝鮮女子留学生親睦会」を通じて金瑪利亜（金マリア）、黄愛徳（黄エスタ）、劉英俊（ユ・ヨンジュン）らとも出会った。詩人であり慶應義塾大学で初めて史学を学んだ朝鮮人、崔承九とは恋愛関係となったが、崔承九は1916年に肺病で急死した。
留学中に日本の新女性運動やヨーロッパの新しい思想に接して「新女性」としての意識が高まり、平塚らいてう、与謝野晶子、ヘルマン・ズーダーマン作『故郷』の主人公マグダやイプセン作『人形の家』の主人公ノラに傾倒した。日本への初の女子留学生、尹貞媛（ユンジョンウォン）の「良妻賢母論」を否定し、男女平等を主張した。18歳で書いた「理想的婦人」（『学之光』1914年12月掲載）は近代的女権論として知られている。劉英俊や金マリアらと韓国最初の女性雑誌『女子界（ヨザゲ）』を発行し、「晶月」のペンネームで「瓊姫」（けいひめ・キョンヒ、1918年3月）を掲載した。
1918年に女子美術学校を卒業した。京都・鴨川の風景を描いたとされる卒業作品は火災のため残っていない。1919年には三・一運動に参加し5か月間の投獄を経験した。
1920年に金雨英と結婚した。兄の友人だった雨英は、妻の死後日本に留学し、京都大学で法学を勉強し弁護士になった人物で、蕙錫の10歳年上で子どもが二人いた。蕙錫は兄の負担にならないよう結婚を承諾したが、いくつかの条件を提示した。「一生自分だけを愛し自分の芸術活動を自由にさせてくれること」「夫の前妻との間に生まれた娘や姑とは同居しないこと」「自分の亡き恋人である崔承九の墓に参り、彼のために碑を立てること」といった条件を金雨英はすべて受け入れた。
結婚した蕙錫はソウルで画業に専念し、1921年4月、臨月の体で朝鮮初の油絵展覧会・個展をソウルで開き、同月長女を出産した。1922年から始まった朝鮮美術展覧会（鮮展）には6年連続で入選し、1926年には「天后宮」が特選に選ばれた。鮮展は文化政治の一環として始まり、出品資格は朝鮮人のほか、朝鮮に6カ月以上滞在している日本人にも与えられ、審査委員は多くの著名な日本人画家が交代でつとめた。第1回には西洋画で61人が入選、そのうち朝鮮人は蕙錫を含めて3人で、女性は蕙錫だけだった。
1921年9月、雨英が中華民国安東県（現在の丹東市）の副領事となり、現地に移った。同年の婦人衣服改良問題では、『東亜日報』紙上でチマチョゴリの欠陥を指摘した金一葉に対して同じく紙上で反論した。安東へ行ってから2児を授かった。
1927年、雨英の副領事勤務が終わり、欧米への「僻地勤務を勤めたものに与えられる慰労旅行」が与えられた。1927年から1929年まで、幼い3人の子どもを70歳の姑に託し、雨英と2人で欧米旅行にでかけた。雨英がドイツやイギリスで学んでいる間、蕙錫はパリで美術館巡りをしながら自由に過ごした。絵の勉強に来ている朝鮮人留学生と交流し、天道教の指導者崔麟（チェリン）と恋愛関係になった。1929年3月、夫婦は帰国した。同年6月に4人目の子どもが生まれた。崔麟との関係が雨英に知られて1930年に離婚した。財産分与はなく子どもの親権も剥奪された。離婚の経緯を『離婚告白状』と題して小説にし、1934年、雑誌『三千里』に発表した。崔麟が「離婚後、生活一切の面倒を見る」との約束を果たさなかったことに対して訴訟を起こし世間の話題となった。
1931年、パリのクリュニー美術館を描いた「庭園」が鮮展で特選となり、日本の帝国美術院展覧会（帝展）でも入選した。1933年に展覧会に出品するために描いた絵は、火災で340点のうち10点余りを残してほとんど失われた。ソウルに「女子美術学舎」を開設するが、経営はすぐに行き詰まった。
1944年、ソウルの慈済院（養老院）に入り、1948年12月10日に死去した。

## 評価・顕彰
1988年、小説「キョンヒ」が発掘され、韓国社会で彼女の再発見・再評価が進んだ。郷里水原には彼女の銅像が立ち、2000年には「羅蕙錫通り」がつくられた。生誕百年にあたる2016年には、水原市立アイパーク美術館で展覧会「時代の先駆者、出会う」が開かれた。

## 著書
- 『羅蕙錫全集』
- 『羅蕙錫作品集』
- 『羅蕙錫遺稿集』
- 『閨怨』
- 『怨み』
- 『母と娘』
- 『瓊姫』
- 『玄淑』
- 『離婚告白状』
- 『生き返った孫娘』

## 作品
- 「自画像」
- 「舞姫」
- 「裸婦」
- 「風景画」

## 関連文献
- 羅英均『日帝時代、わが家は』みすず書房、2003年。ISBN 978-4-622-04860-2。 - 著者の羅英均（ナ・ヨンギュン）は羅恵錫の実兄羅景錫（ナ・ギョンソク）の娘[31]
- 羅蕙錫、渡辺澄子『近代韓国の「新女性」・羅蕙錫の作品世界 小説と絵画』オークラ情報サービス、2010年。ISBN 978-4903824932。
- 明恵英「羅蕙錫(ナ・ヘソク)とナショナリズム、 そして<崔承九(チェ・スング)>」『言語と文化』第23号、文教大学大学院言語文化研究科付属言語文化研究所、2011年3月1日、189 - 208頁。
- 明恵英「朝鮮の留学生の文学と日本文学の交渉 <白樺>・<学之光>と羅蕙錫(ナ・ヘソク)」『言語と文化』第24号、文教大学大学院言語文化研究科付属言語文化研究所、2012年3月1日、180 - 197頁。
- 波田野節子『韓国近代作家たちの日本留学』白帝社、2013年。ISBN 9784863980778。 - 羅蕙錫の日本留学時代年表（p115-118）
- 浦川登久恵『評伝 羅蕙錫　女性画家、朝鮮近代史を生きる』白帝社、2017年。ISBN 9784863983106。
- 羅恵錫ほか『B舎監とラブレター』書肆侃侃房〈韓国文学の源流 短編選 1 (1918-1929)〉、2022年。ISBN 9784863855243。 - 「瓊姫」オ・ファスン（呉華順、오화순、Oh Hwa-Sun）訳